# Richmond Peak
Der Richmond Peak ist der 3595 m hohe zentrale Berggipfel im Massiv des Toney Mountain im westantarktischen Marie-Byrd-Land.
Der United States Geological Survey kartierte ihn anhand eigener Vermessungen und Luftaufnahmen der United States Navy aus den Jahren von 1959 bis 1971. Das Advisory Committee on Antarctic Names benannte ihn 1976 nach Addison E. Richmond Jr. (* 1933) vom Außenministerium der Vereinigten Staaten, Vorsitzender des interinstitutionellen Ausschusses zu Antarktika von 1971 bis 1972.